# Silvio Bernardo
Silvio Bernardo (Colonna, 18 dicembre 1920 – Crotone, 6 aprile 1993) è stato un politico italiano.

## Biografia
Nato a Colonna (RM) da genitori originari di Santa Severina, fu senatore della IV legislatura della Repubblica Italiana, nei governi Leone I, Moro I, Moro II e Moro III. Sostituì al Senato Giuseppe Mario Militerni, morto nel 1967.
Si candidò in seguito alle elezioni comunali del 1979, dove poi ricevette la nomina definitiva a sindaco di Crotone. Mantenne la carica fino al 1982.
Morì a Crotone il 6 aprile 1993.

## Galleria d'immagini

Pasqualino Iozzi (secondo da destra), Salvatore Regalino (secondo da sinistra) e Silvio Bernardo (terzo da sinistra) durante la cerimonia di posa della prima pietra per il monumento ai Fratelli Bandiera, tenutasi a Crotone il 26 marzo 1961.